# Destructor Tipo 42
El destructor Tipo 42 o clase Sheffield fue una clase de catorce destructores de misiles guiados construida para la Royal Navy. Dos fueron construidos para la Armada Argentina.
La Royal Navy los reemplazó con los destructores Tipo 45 procediendo su baja final el 6 de junio de 2013. Por su parte, la Armada Argentina pasó la última unidad a la condición de radiado el 22 de marzo de 2024. No queda ninguno en servicio.

## Construcción y diseño
Tras la cancelación del proyecto de portaviones CVA-01, la Marina Real británica solicitó la construcción de una pequeña flota de escolta capaz de proporcionar defensa antiaérea de área.
Los destructores tenían una eslora total de 125 m, una manga de 14 m y un calado de 5,8 m. Tenía un desplazamiento de diseño de 3850 t, que aumentaba a 4350 t a plena carga.
Fueron propulsados por un sistema COGOG (combinado gas o gas) compuesto por dos turbinas de gas Rolls-Royce Olympus para altas velocidades, y dos Rolls-Royce Tyne para velocidades crucero.
La clase fue diseñada a mediados de la década de 1960 para suministrar un sistema de defensa de área mediante su compleja electrónica, sus radares y los misiles Sea Dart. En total catorce buques fueron construidos en tres lotes distintos, ocho de los cuales, que pertenecen a los Lotes 2 y 3, continúan en servicio en la Marina Real Británica. Los dos construidos para la Armada Argentina, correspondientes al Lote 1, tuvieron ciertas diferencias sobre los británicos, ya que ambos fueron armados con misiles antibuque MM-38 Exocet. La combinación entre estos buques y las fragatas Tipo 23 forman la espina dorsal de la Marina Real Británica. Los HMS Sheffield y Coventry fueron hundidos durante la Guerra de Malvinas; esta guerra fue la única en la historia en la cual dos barcos de superficie del mismo diseño navegaron y combatieron en bandos contrarios.
Las dos unidades argentinas están destacadas en la Base Naval Puerto Belgrano: ARA Santísima Trinidad (D-2), radiado del servicio activo, terminó siendo utilizado para proveer repuestos a su gemelo, ARA Hércules (B-52), que fue mayormente convertido en Chile (ASMAR, Armada de Chile) y luego en Argentina - (ARPB, Base Naval Puerto Belgrano, Armada Argentina) durante finales de la década de 1990s, expandiendo la cubierta de vuelo y los hangares para recibir y operar hasta dos helicópteros Sea King con misiles Exocet AM39, y una mejora de los sistemas electrónicos; participando la estatal argentina INVAP en la reconversión. Tras dejar la Primera División de Destructores, en 1994 pasó a ser comisionado al Comando Naval Anfibio y Logístico (COAL), operando como "transporte multipropósito rápido", y con nuevo apelativo, B-52 (a su incorporación fue el D-28, cambiando luego por D-1).

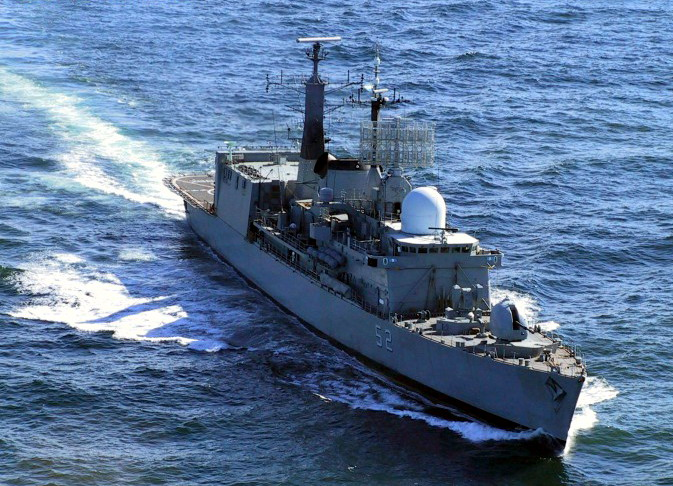
ARA Hércules de la Armada Argentina, navegando en el mar argentino.

Los Tipo 42 fueron desarrollados para complementar a los cruceros de defensa aérea Tipo 82 Bristol, con la intención de dar la protección para el proyectado portaaviones CVA-01. Cuando ambos fueron cancelados por el Gobierno laborista de 1966, propusieron al Tipo 42 como un diseño con las mismas capacidades que el más grande Tipo 82, pero en un coste mucho inferior. La clase fue desarrollada para operar con el misil Sea Dart, un arma antiaérea con un motor de combustible líquido, dirigida, mar-aire, de gran alcance (más de 40 kilómetros) y Mach 2, que fue desarrollada para operar, originalmente, en los Tipo 82. Los Tipo 42 cuentan con un hangar y cubierta de vuelo para operar un helicóptero del tipo Sea Lynk para la guerra antisubmarina (ASW).
El diseño fue presupuestado con un techo de £19 millones por cada casco, pero pronto ese valor fue sobrepasado. El diseño final (a un costo unitario de £21 millones) se conoció como 'Batch 3'. A fin de cortar costos, los primeros dos lotes de producción ('Batch 1' y 'Batch 2') tuvieron un casco con longitud reducida en 14,3 m (removidos en la proa) y la relación "manga-eslora" también fue reducida. Estos buques tuvieron pobre performance en las pruebas de mar llevada a cabo por el contratista, en especial con mar gruesa, y el casco fue extensamente examinado para detectar otros problemas.
Los buques de los Lotes '1' (Sheffield a Coventry) y '2' (Exeter a Liverpool) son notoriamente pobres en su desempeño en navegación comparado con los posteriores del lote '3'.
Los Tipo 42 fueron reemplazados paulatinamente por los nuevos destructores Tipo 45. El último en salir del servicio fue el HMS Edinburgh en 2013.
En la Argentina el destructor ARA Santísima Trinidad fue pasado a la condición de radiado el 20 de diciembre de 2004, y el transporte ARA Hércules (TRHE) fue radiado procediendo el arriado final del pabellón en Puerto Belgrano el 20 de junio de 2024.